# کشیم کلارک
کشیم کلارک یا مرغابی شانه‌به‌سر کلارک ((نام علمی: Aechmophorus clarkii)، انگلیسی: Clark's grebe) نام یک گونه از تیره کشیم است. این گونه از مرغ‌های آبی که سرهای بزرگی دارند در زمان جفت‌گیری مراسم رقصی شگفت‌انگیز را به نمایش می‌گذراند. این رقص ابتدا با خم کردن هماهنگ گردن دو جفت برای فرو بردن نوک در بال‌ها شروع می‌شود که نوک پرنده الزاما در درون پر فرو نمی‌رود سپس پرنده نر یک ماهی شکار کرده و به پرنده ماده هدیه می‌کند و هر دو پرنده با پایین آوردن سر چشم در چشم خیره شده و ناگهان مشهورترین رقص‌شان را با بلند کردن بدن از روی سطح آب و پا زدن سریع هماهنگ و راه رفتن روی سطح آب به نمایش می‌گذارند که در بین تمام پرندگان منحصر به فرد است.